# N'Délé
N'Délé eller Ndele er en købstad og et underpræfektur i den nordøstlige del af den Centralafrikanske Republik, der ligger øst for Bamingui-Bangoran Nationalpark. Ndélé er hovedstaden i Bamingui-Bangoran, en af de 20 præfekturer i Den Centralafrikanske Republik. N'Délé havde ved folketællingen i 2003 en befolkning på 10.850, og en anslået befolkning på 13.704 i 2013.

## Historie
Tataen, en befæstet mur, skaber et citadellignende palads på en bakke med udsigt over N'Délé. Den blev bygget på foranledning af Sultan Mohammed al-Sanussi af Dar al Kuti i slutningen af det 19. århundrede. N'Délé, tata-hulerne og Kaga-Kpoungouvou-hulerne blev samlet kandidat til UNESCOs verdensarvsliste den 11. april 2006 i kategorien kultur. I 1970 fik N'Délé elektricitet.
Da kampene  mellem FACA- loyalisterne og Sélékas oprørskoalition i december 2012 blev genoptaget, faldt byen til oprørsstyrkerne. I 2020 udbrød der voldsomme sammenstød i byen mellem tidligere Séléka FPRC- og RPRC-grupper, hvilket resulterede i, at snesevis af mennesker blev dræbt. Den 27. juni 2021 blev N'Délé generobret af regeringsstyrker.

## Klima
N'Délé har et tropisk savanneklima (Köppen klimaklassifikation Aw) med en kvælende tørtid fra november til midten af april og en varm og fugtig regntid – mildere end tørrtiden med hensyn til temperatur, men lige så eller mere ubehagelig på grund af meget højere luftfugtighed – fra midten af april til slutningen af oktober.